# Komunistyczna Partia Lesotho
Communist Party of Lesotho (CPL) założona została na przełomie 1961/1962. W 1970 zdelegalizowano ją. Brała udział w międzynarodowej Naradzie Partii Komunistycznych i Robotniczych w Moskwie w 1969. Organ prasowy partii stanowiła gazeta Majammoho.